# Lakshmisagar, Channagiri
Lakshmisagar là một làng thuộc tehsil Channagiri, huyện Davanagere, bang Karnataka, Ấn Độ.